# Citadel van Aleppo

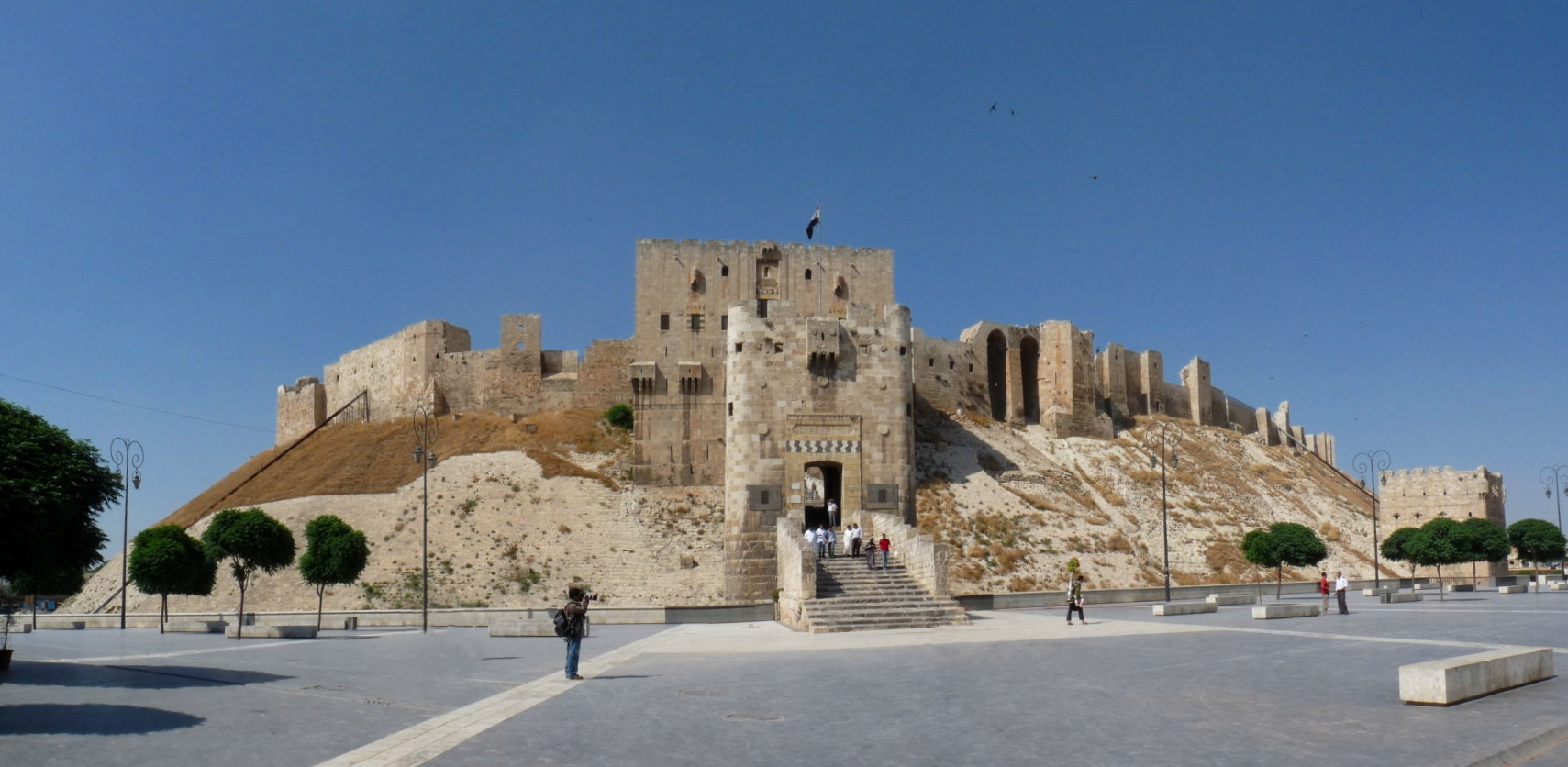
De Citadel van Aleppo

De Citadel van Aleppo is een burcht op een heuvel midden in de Syrische stad Aleppo. De citadel steekt 50 meter boven de stad uit en wordt omgeven door een 20 meter diepe en 30 meter brede greppel.
Een van de typische kenmerken van de burcht is de grote toegangspoort die via een brug bereikt kan worden. Deze werd in de 16e eeuw gebouwd door de mammelukken. In de poort zijn drie stalen deuren verwerkt.
Verder zijn de wapenzaal, de Byzantijnse zaal en de troonzaal belangrijke bezienswaardigheden.
De burcht beschikte verder over een amfitheater, een hamam, een paar waterputten waarvan de diepste 125 meter diep was en een ondergronds gangenstelsel dat mogelijk zelfs tot in de stad doorliep.

## Geschiedenis
- Waarschijnlijk is de plek al sinds de bronstijd in gebruik als fort.
- De huidige burcht werd gesticht in 1230.
- In de 14e eeuw werd de burcht ingenomen door de Mongoolse veroveraar Timoer Lenk.
- In 1822 werd de burcht zwaar beschadigd door een aardbeving.
- In 2012 raakte de burcht beschadigd bij gevechten als gevolg van de opstand in Syrië. Met name de belangrijkste toegangsdeur zou zwaar zijn getroffen.[1]
- Op 12 juli 2015 werd de citadel zwaar beschadigd door een bom.[2]
- In februari 2023 liep de citadel verdere schade op tijdens een zware aardbeving.